# Рубенсовская женщина

Рубенс. Три грации. Около 1635 года, холст, масло, 221 × 181 см. Мадрид, Музей Прадо

Ру́бенсовская же́нщина — полная женщина, обладательница пышных форм. Нарицательное название связано с излюбленным женским типом нидерландского (фламандского) живописца Питера Пауля Рубенса, одного из основоположников искусства барокко. «Рубенсовские формы» представляют собой крупные, упитанные женские тела, которые запечатлены на многих его картинах, что вполне согласуется с идеалами женской красоты, распространёнными в эпоху, когда он жил и работал. Так, историк Эдуард Фукс отмечал, что в эпоху Возрождения, которую он хронологически расширял в историческом плане, проявился интерес к телесной красоте в противовес религиозному мировоззрению со стремлением к божественному, внеземному. У представительниц прекрасной половины человечества стали прежде всего цениться широкие бёдра, крепкое телосложение, полные ягодицы. Женщина признавалась красивой в той мере, в какой её тело соответствовало задачам деторождения и материнства. Прежде всего это относилось к полной женской груди — источнику жизни. Такие воззрения пришли на смену приоритетам красоты, распространённым в Средние века, когда ценились стройные женщины с узкими бёдрами. По выражению Фукса, в более современную эпоху по сравнению с предшествующей в «женщине любили пышные формы, превышающие миловидность и грациозность», в её облике должны были совмещаться черты Юноны и Венеры. В подтверждение своей точки зрения Фукс цитировал «Галантные дамы» французского писателя Брантома (1540—1614), по мнению которого женщина должна быть высокой, у неё должна быть пышная грудь, широкие бёдра и крепкие ягодицы. Брантом также заметил, что полные женщины более предпочтительны «хотя бы ради только их красоты и величия, ибо за эти последние, как и за другие их совершенства, их ценят». Также по мнению писателя, чрезмерно толстые дамы и, как следствие, имеющие плохой запах, вряд ли представляют интерес, но и «полные женщины, коли они содержат себя в чистоте, бывают желанны и даже привлекательны на вид».

Рубенс. Похищение дочерей Левкиппа. Около 1617—1618 года, холст, масло, 224 × 211 см. Старая пинакотека, Мюнхен

В некоторых государствах во времена Рубенса были различия в воззрениях на женское тело, но в целом они совпадали. Если в аристократических странах по своему развитию (Франция, Испания, Италия) были распространены соответствующие приоритеты, то в немецких землях, ремесленных по своему характеру, преобладали мелкобуржуазные интересы, что ещё в большей степени было выражено в Нидерландах: «В XVI веке Фландрия отличалась наивысшим экономическим развитием, и здесь высшую красоту воплощали сверхчеловеческие образы Рубенса». Это связано с чувственностью, телесностью, а также героическим характером внешности: в частности, мужчины должны были выглядеть подобно Аполлону и Геркулесу. По выражению Фукса, на картинах Рубенса запечатлены «героические поколения», что соответствовало устремлениям времени. Так, его мужских персонажей отличает крепкое телосложение. Они подтянуты, широкоплечи, с развитой мускулатурой рук и ног. Напротив, женщины отличаются крайней рыхлостью форм. В трактате «Теория человеческой фигуры», приписываемом Рубенсу, утверждается, что базовым элементом женской фигуры является круг. М. Лекуре утверждала, что «создаётся впечатление, что при работе над женской фигурой Рубенс раз и навсегда запретил себе использовать угол».

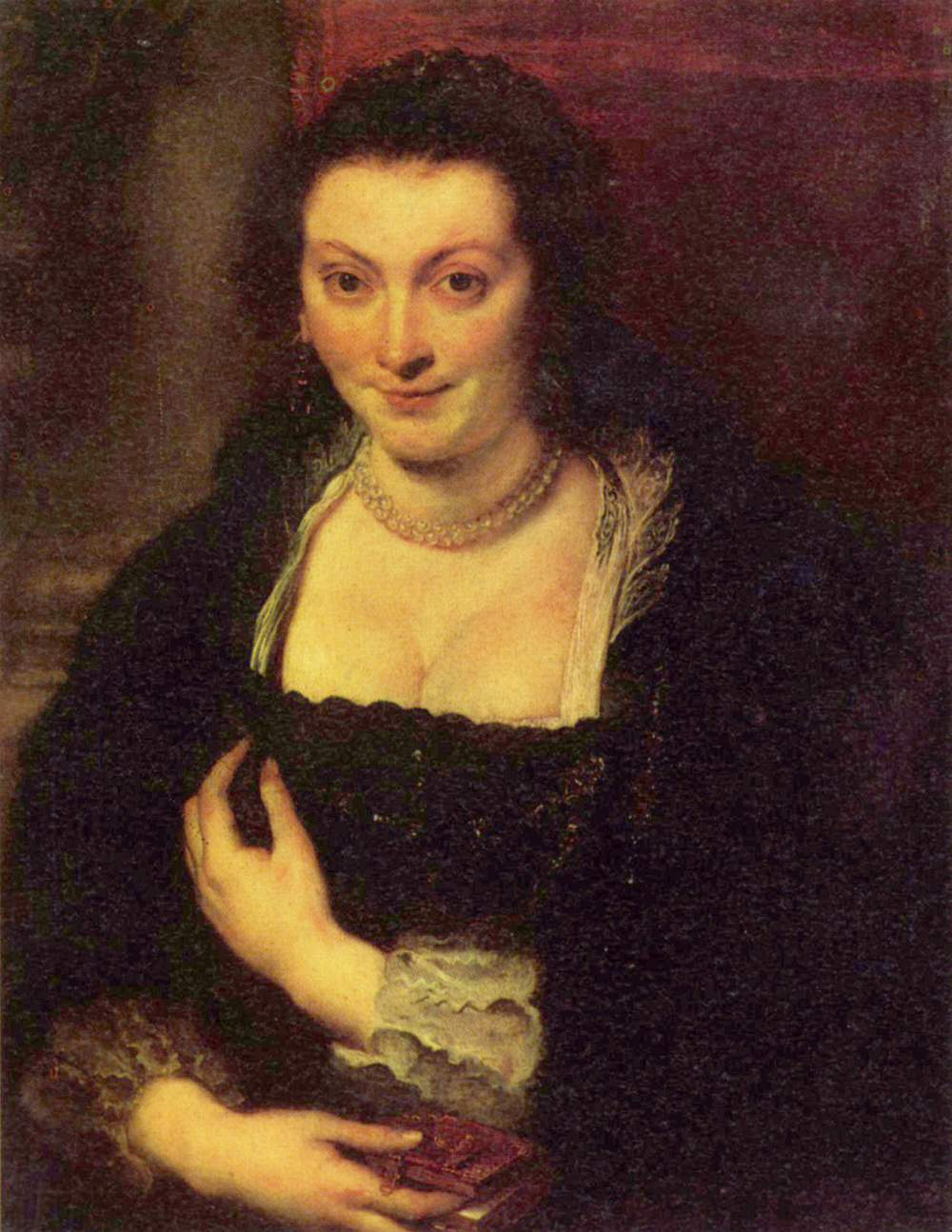
Рубенс. Портрет Изабеллы Брант. Около 1625 года, холст, масло. Галерея Уффици, Флоренция

Если в эпоху Рубенса женский тип, с которым позже связали его имя, воспринимался в положительном ключе, то со временем отношение менялось и его женские образы стали подвергаться не только критике, но и насмешкам. Кеннет Кларк отмечал в этой связи, что даже в среде художественных критиков считается признаком хорошего вкуса критиковать Рубенса как «художника, писавшего жирных голых баб» и, более того, употреблять определение «вульгарный». Однако не все разделяли такие взгляды, находя их слишком прямолинейными. Эмиль Мишель, относивший себя к противникам телесных образов «пышнотелых красоток» Рубенса, писал, что художник просто-напросто следовал вкусам общества: «Это антверпенские лодочницы крепкого сложения бой-бабы, лёгкие на подъём и способные переправиться в лодке через Шельду даже в непогоду». Марк Росес заметил, что в отличие от своих предшественников, в частности итальянских и фламандских примитивистов, для Рубенса женщина была важна в первую очередь как супруга и мать: «Он видел в женщине прежде всего розовощекую и свежую подругу крепкого самца, плодовитую и упитанную кормилицу здоровых детей». Гёте оправдывал вкусы мастера: «То, что художник не любил, не любит, он не должен описывать. Вы находите рубенсовских женщин слишком мясистыми! А я скажу вам, что это были его женщины, и если бы он населил идеалами небо и ад, воздух, землю и море, он был бы плохим супругом и никогда не возникла бы крепкая плоть от его плоти и кость от его кости». По мнению Кеннета Кларка, рубенсовское изобилие плоти можно понять, только учитывая, что он был величайшим религиозным художником своего времени. В качестве примера он приводил картину «Три грации», отмечая, что пышность этих фигур — не что иное, как гимн благодарности за изобилие земных благ, воплощающий «то же бесхитростное религиозное чувство, которое воплощают снопы пшеницы и груды тыкв, украшающие деревенскую церковь во время праздника урожая». Женщины Рубенса являются частью природы и представляют более оптимистический взгляд на природу, нежели античный. Более того, в мировоззрении Рубенса вера Христова и сюжет триумфа святого Причастия были вполне совместимы с верой в природный порядок вещей и цельность всего мироздания. Иными словами, мир мог быть постигнут путём персонификации, а человек ощущал в себе непосредственную причастность к мировым процессам.

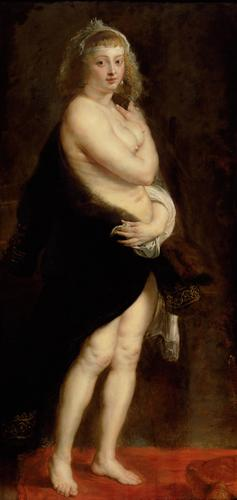
Рубенс. Шубка. Около 1636—1638 года, холст, масло, 176 × 83 см. Музей истории искусств, Вена

Считается, что Рубенс и сам видел канон женской красоты в образах, запечатлённых на его картинах. При этом подчёркивается, что он не был любвеобильным и в его судьбе сыграли роль только три женщины: его мать Мария Пейпелинкс, жёны Изабелла Брант (1591—1626) и Елена Фоурман (1614—1673), «запечатлевшиеся в его памяти со своей почти болезненной полнотой». Эмиль Мишель заметил относительно картины «Шубка», на которой представлен портрет его второй жены Елены, что он настолько правдив, что «даже не блещущие особой грацией формы воспроизведены с тщательной точностью». Художник представил здесь не «идеальный образ», а выразительную фигуру женщины, покоряющую «своей молодостью и жизненной силой». Женщин с пышными формами, «дородных» и «статных», также любил писать русский и советский художник Борис Кустодиев («русский Рубенс»), в связи с чем возникло выражение «кустодиевские женщины». Близкий к русскому художнику историк искусства Эрих Голлербах писал об этой взаимосвязи следующим образом: «Русский Рубенс, Кустодиев, умел любоваться здоровьем и молодостью. Милы ему были сдобные, белорозовые женщины, жаркие, истомные, в душной неге возлежащие на широких ложах („и на перины пуховые в тяжелом завалиться сне“…) или разряженные по-праздничному, сидящие за чаепитием на балконах деревянных особняков».